# Вестморланд (Тенеси)
Вестморланд (енгл. Westmoreland) град је у америчкој савезној држави Тенеси.

## Демографија
По попису из 2010. године број становника је 2.206, што је 113 (5,4%) становника више него 2000. године.
| Група             | 2000.         | 2010.         |
| Белци             | 2.069 (98,9%) | 2.136 (96,8%) |
| Афроамериканци    | 1 (0,0%)      | 7 (0,3%)      |
| Азијати           | 1 (0,0%)      | 4 (0,2%)      |
| Хиспаноамериканци | 9 (0,4%)      | 27 (1,2%)     |
| Укупно            | 2.093         | 2.206         |